# Shaheen Asmayee
Der Shaheen Asmayee Football Club ist eine Fußballmannschaft aus Afghanistan. Der Verein spielt in der Afghan Premier League. Er wurde im August 2012 für die Afghan Premier League gegründet, und die Spieler wurden in der Castingshow Maidan e Sabz gefunden. Die Mannschaft repräsentiert die Region um Kabul in der APL. 
In der Saison 2013 wurde Shaheen Asmayee zum ersten Mal Meister, 2014 folgte die Titelverteidigung. Mit vier Meistertiteln zwischen 2012 und 2017 sind sie die Mannschaft mit den meisten Titeln.

## Erfolge
- Afghanischer Meister: 2013, 2014, 2016, 2017, 2020